# 로마르

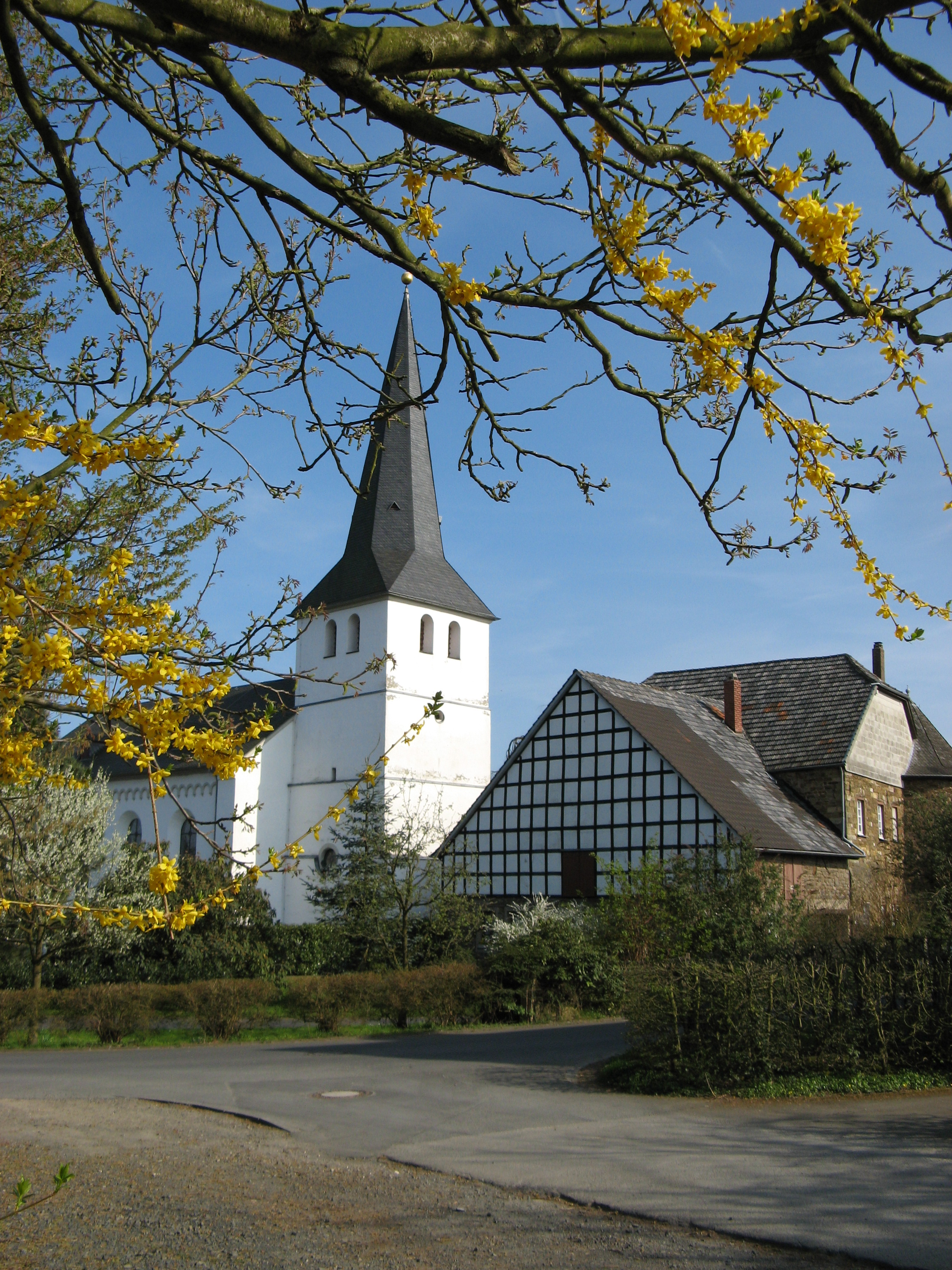
로마르의 교회

로마르(독일어: Lohmar)는 독일 노르트라인베스트팔렌주에 있는 도시이다.